# Mariä Geburt (Frauenberg)

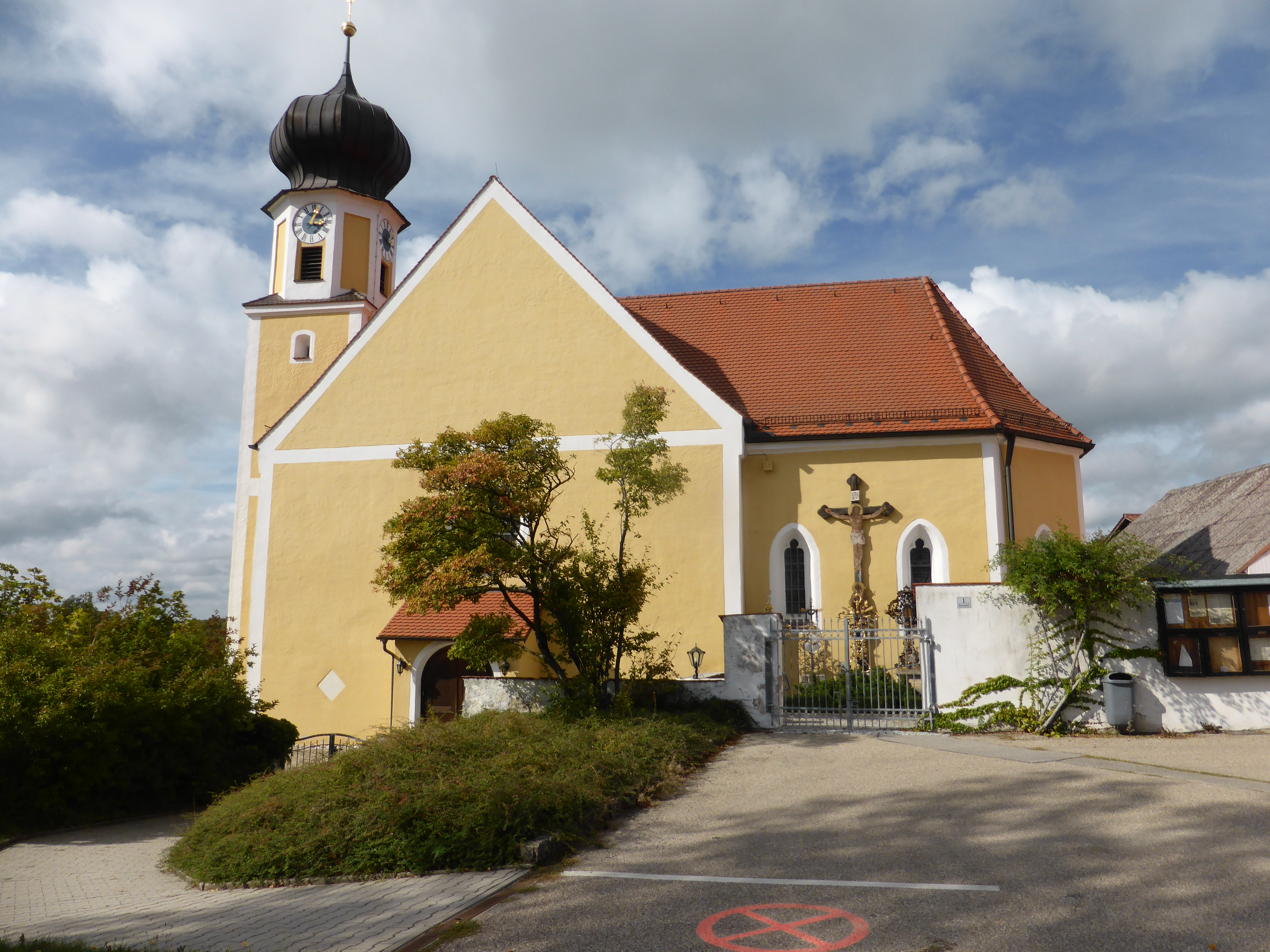
Kirche Mariä Geburt in Frauenberg

Die denkmalgeschützte römisch-katholische Pfarr- und Wallfahrtskirche Mariä Geburt im Ortsteil Frauenberg der Oberpfälzer Gemeinde Brunn wird in den ältesten erhaltenen Kirchenrechnungen nur „unser Frawenperk bei Pielenhofen“ genannt (1664).

## Geschichte
Frauenberg wird erstmals am 24. Juni 1333 als Unser Fraweperg genannt. Damals vermacht Perchtold Pettenhofer dieser Kirche, die eine Filialkirche von Kloster Pielenhofen war, verschiedene Besitzungen für einen Jahrtag für sich und seine Frau Reyhtze. Bei dem Umbau der Kirche 1953 wurde ein Grabstein vernichtet, dessen Inschrift noch in den Kunstdenkmälern Bayerns wie folgt beschrieben wird: 1344 obiit domina Reitza Pettendorferin; diese Spenderin ist also 1344 verstorben.
Um das Gnadenbild der Maria rankt sich die Legende, dass es in der Reformationszeit in dem sog. „Lützlbrunnen“ versteckt worden sei. Unter wundersamen Umständen, es hätten sich absonderliche Lichtzeichen gezeigt und das Vieh habe sich merkwürdig verhalten, sei es dort wiedergefunden worden und zu der Kapelle gebracht worden. Der Lützlbrunnen ist auf der Karte der Christoph Vogel als gemauerter Brunnen mit einer Quelle eingezeichnet und gehörte einst zu dem Anwesen Nr. 1 in Frauenberg. Von der Marienkirche in Frauenberg gibt es eine Wallfahrt zur Wallfahrtskirche von Mariaort.
Es wird in den Diözesanmatrikeln vermutet, dass die Kirche schon vor dem 16. Jahrhundert ein vielbesuchter marianischer Wallfahrtsort war. Aus einer Kirchenrechnung von 1708 findet sich folgender Eintrag: „1708. 20. May dem Meister für Machung eines roten Rockes für die liebe Frau in dem Altar bezahlt worden 1 fl 30 x.“ Es war also üblich, die Muttergottesstatue zu bekleiden.
Die Kirche wurde geistlich bis zur Säkularisation von dem Kloster Pielenhofen aus betreut. Der Weg nach Pielenhofen heißt heute noch „Pfaffensteig“. Ab 1805 versieht hier der frühere Klostergeistliche und Pfarrkurat Alberik Schneid seinen Dienst. Da in Frauenberg kein Pfarrhof bestand, wurde der Priester während der ersten beiden Jahre im Schloss Laaber untergebracht und dann bei einem Bauern in dem Pettenhof. Ab 1808 wurde vom königlichen Ärar der Pfarrhof erbaut; dazu wurde der Dachstuhl eines Getreidespeichers von Schloss Laaber verwendet.

## Aussehen
Der Vorgängerbau der heutigen Kirche stammt aus dem 15. Jahrhundert und wird in den Kunstdenkmälern Bayerns Anfang des 19. Jahrhunderts wie folgt beschrieben: „Eingezogener Chor mit einem Joch und Schluß in fünf Achteckseiten. Langhaus mit 4 Jochen, lediglich durch Pilastergebälk gegliedert. Westturm mit Achteck und Kuppel. Im Chor Kreuz- und Kappengewölbe mit hohl profilierten Rippen und einfachen Dreieckskonsolen. An den Kreuzpunkten Tellersteine. Im Langhaus Flachtonne mit Stichkappen. Im Chor 5 gotische Fenster mit Nasen.“ Das Langhaus wurde um 1760 neu gebaut. In einer Karte des Christoph Vogel wird der Kirchturm mit einem Pyramidendach abgeschlossen, zudem war dem Turm ein breiter Aufbau aufgesetzt, so dass man an ein Türmerzimmer denken könnte. Der neue Turm wurde 1789 unter dem Superior des Klosters Pielenhofen, Leonhard Volkmann, und dem Vikar von Frauenberg, Guido Bröm, errichtet. Die oben angebrachte Stange mit dem Knopf stammt noch von dem alten Turm. Ein Marienbild wurde aus Kupferblech neu gestaltet und zum Drehen als Wetterfahne eingerichtet.
Pfarrer Andreas Grenger setzte, da die Frauenberger Kirche zu klein geworden war, ab 1949 eine Kirchenerweiterung in Gang. 1953–1954 wurde das Kirchengebäude von Hans Beckers unter Verwendung des Westturms und des Chores des Vorgängerbaus umgestaltet. Im Gegensatz zu dem Vorgängerbau wurde die Kirche von Süden nach Norden ausgerichtet. Von der alten Kirche blieb der aus dem 14./15. Jahrhundert stammende Chor und der Turm erhalten. Die frühere Langhausseite ist nunmehr eine Breitseite der Kirche. Der gotische Chor dient als Taufkapelle. Am 2. Mai 1954 wurde die Kirche von Erzbischof  Michael Buchberger konsekriert, nachdem sie bereits am 16. Dezember 1953 durch den Domkapitular Johann Hörmann benediziert worden war.

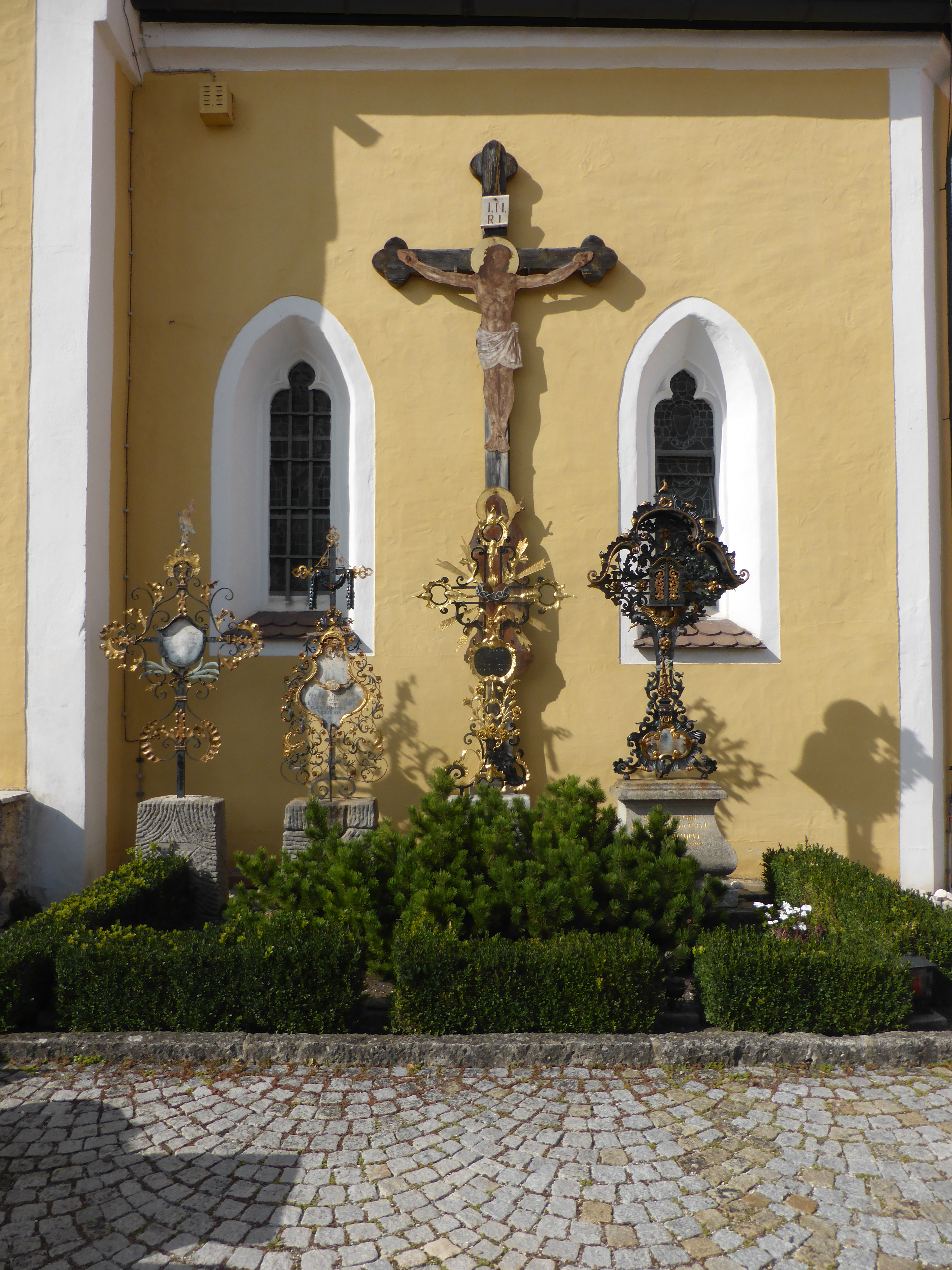
Kreuzigungsgruppe an der Außenwand der Kirche

Das Äußere der Kirche wird nun von dem mächtigen Giebel der Südwand beherrscht; neben diesem erhebt sich ein dreigeschossiger Turm mit einem achteckigen Obergeschoss, der von einer Zwiebelhaube von 1789 abgeschlossen wird. Gegenüber schließt sich der mittelalterliche Chor an.

## Ausstattung

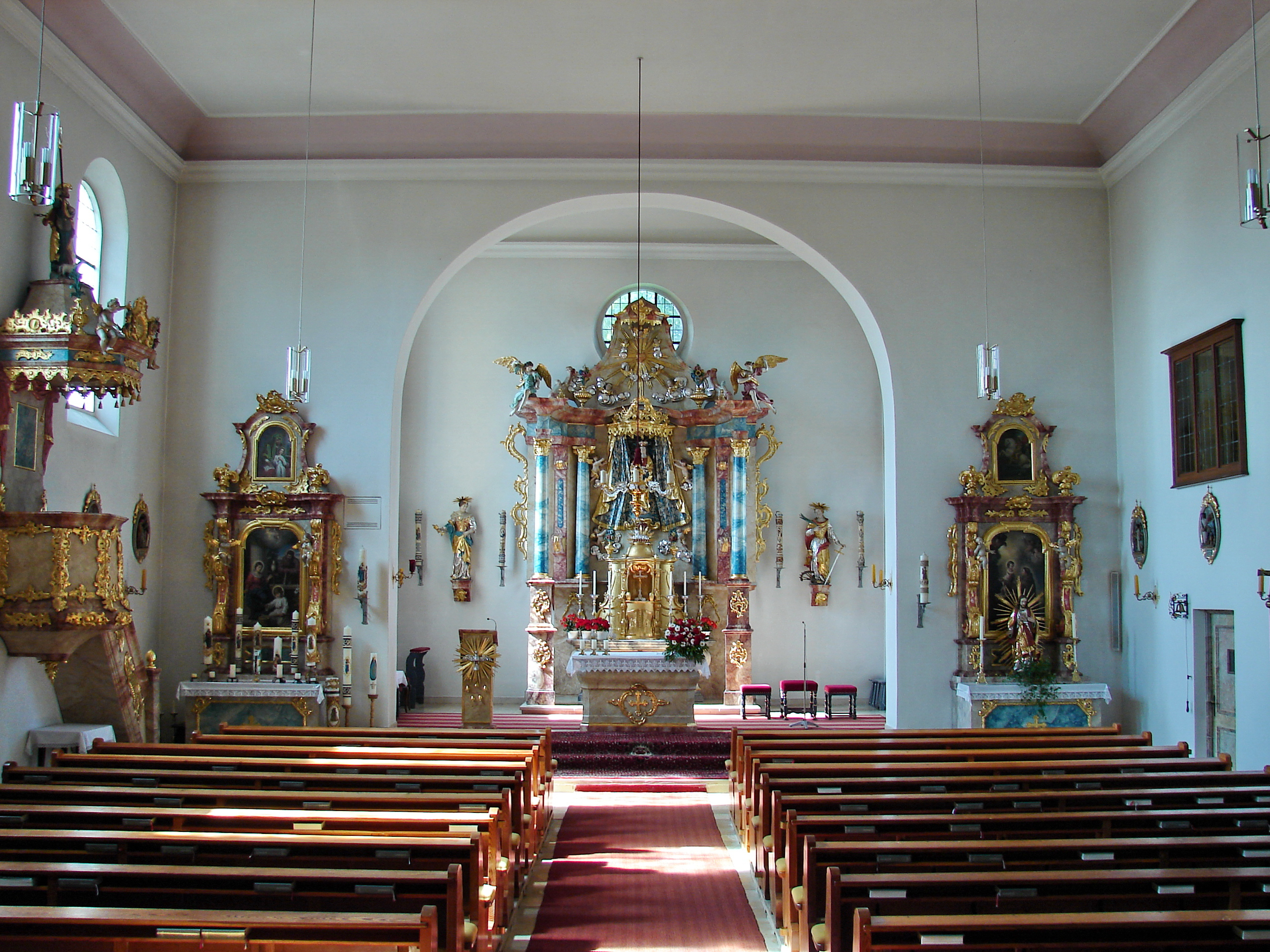
Mariä Geburt Frauenberg: "Innenraum"

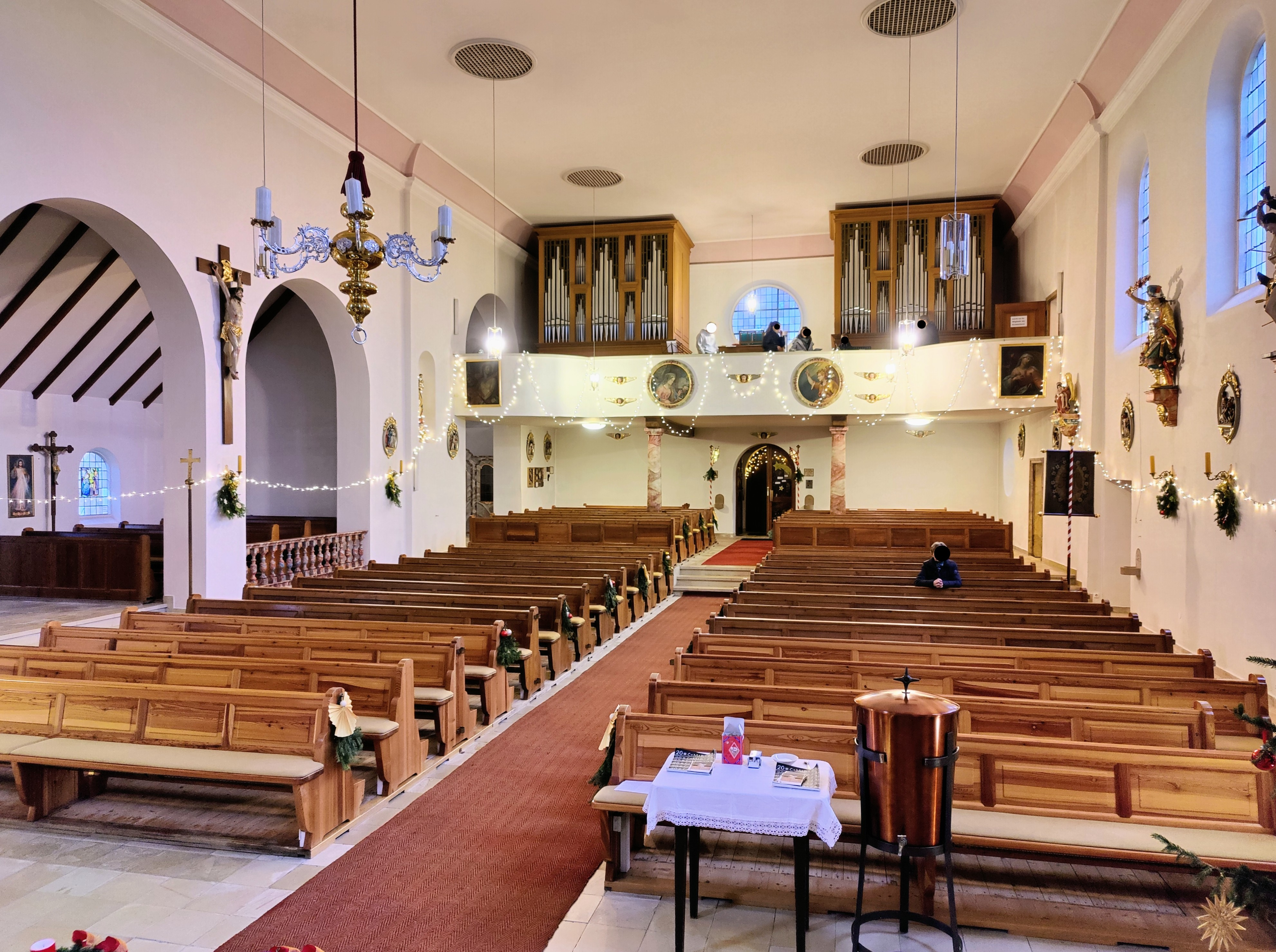
Blick zur Orgel

Die Kirche ist ein Saalbau mit einer flachen Decke, abgesetzter Hohlkehle und einem rechteckigen Altarraum. Der hintere Teil wird durch die Empore und dem alten Chor eingenommen. Auf der Ostseite öffnen sich zwei Rundbögen in einen Kapellenraum. An den Achteckseiten des Chores wurden Mosaikbilder von dem Parsberger Maler Sigmund Spitzner angebracht; sie zeigen das Lamm Gottes, die Arche Noah und einen Hirsch an der Wasserquelle.
Der Hochaltar (von 1750/60) besitzt einen Aufbau mit vier Säulen. Die rückwärtigen Säulen umrahmen das spätmittelalterliche Gnadenbild aus der Zeit um 1500, eine Muttergottes mit Kind, zu ihren Füßen liegt eine Mondsichel. Ein geschweifter Auszug zeigt unter einem Baldachin das Herz Jesu im Strahlenkranz, umgeben von geflügelten Engelsköpfen und Wolken. Der Tabernakel wurde 1787 angefertigt. Die beiden Seitenaltäre stammen aus dem mittleren 18. Jahrhundert und wurden unter Pfarrer Albrik Schneid um 10 Gulden gekauft und aus der abgebrochenen Pfarrkirche von Pielenhofen hierher gebracht. Der linke Seitenaltar zeigt die heilige Familie und im Auszug findet man die Hl. Anna, die Maria unterrichtet. Der rechte Seitenaltar stellt den Hl. Antonius von Padua dar, im Auszug ist ein Bild des Hl. Georg. In der Seitenkapelle wird ein Altarbild der zweiten Hälfte des 19. Jahrhunderts mit der Unbefleckten Empfängnis aufbewahrt. 1839 wurden die Altäre mit Gold neu gefasst.
Die Kanzel stammt aus der alten Kirche und wurde um 1760 gefertigt. Sie besitzt einen quastenbehängten Schalldeckel, auf dem fünfseitigen Corpus steht Christus als guter Hirte. An der Emporenbrüstung aus dem 18. Jahrhundert sind mehrere Gemäldepaare angebracht, welche die Verspottung Christi und  die trauernde Maria zeigen, dazwischen sind Rundbilder mit der Verkündigung an Maria.
Die Kirche besitzt noch mehrere Figuren, so einen pfeildurchbohrte Hl. Sebastian, den Erzengel Michael als Seelenwäger, die trauernde Maria mit ihrem toten Sohn auf dem Schoß, eine Maria mit dem Kind (um 1480) und etliche geflügelte Engelsköpfe. Der Kreuzweg von 1932 besteht aus ovalen, von Bandelwerkschnitzereien besetzten Rahmen mit fast vollplastischen Darstellungen der Leidensstationen Christi. Er wurde unter Pfarrer Friedrich Reber angeschafft, von dem Bildhauer Helmer in Regensburg geschnitzt und von dem Weichser Kirchenmaler Böckl gefasst.
Von den historischen drei Glocken ist noch die sog. Kißner-Glocke von 1772 erhalten, auf ihr findet sich die Aufschrift „Johannes Erhardus Kißner zu Stadtamhof goß mich 1772“ und Reliefs des Johannes aus der Apokalypse und des Hl. Erhard, den zweiten Patron der Diözese Regensburg. Die beiden anderen Glocken mussten in den Weltkriegen abgegeben werden. An ihrer Stelle wurden am 14. August 1949 eine acht Zentner schwere Josefsglocke, die jetzt als Totenglocke dient, und eine Marienglocke mit sechs Zentnern eingebaut. 1962 wurde ein elektrisches Geläut von der Glockengießerei Rudolf Perner aus Passau beschafft. Eine Kirchturmuhr wurde 1817 angekauft, 1906 wurde sie ersetzt durch eine neue Turmuhr, angefertigt von Johann Frischmann aus Eisenhammer. 1962 wurde die Kirche auch mit einer elektrischen Heizung ausgestattet.
Eine frühere Orgel wurde 1897 von der Stadtpfarrkirche von Hemau um 60 Gulden angekauft, 1837 wurde eine kostspielige Reparatur vorgenommen. Die Nachfolgeorgel wurde beim Kirchenneubau durch eine Spende des Automatenfabrikants Eugen Dechamps aus Nürnberg und seiner Ehefrau Margareth (aus Brunn stammend) von der Firma Eduard Hirnschrodt aus Regensburg angeschafft. Dabei wurden die hölzernen Pfeifen der alten Orgel wiederverwendet. 2004 erfolgte ein Neubau von Armin Ziegltrum. Das Instrument besitzt 23 Register, verteilt auf zwei Manuale und Pedal.

## Friedhof Frauenberg
Von alters her war ein Gottesacker bei der Frauenberger Kirche. Um 1900 wurde über eine Erweiterung diskutiert, die aber erst 1936 in Angriff genommen wurde. Wegen des Beginns des nahe gelegenen Autobahnbaus Regensburg-Nürnberg wurde der Friedhof erst nach Ende des Zweiten Weltkrieges vollendet und im Jahre 1950 durch Pfarrer Andreas Greger eingeweiht.
Im Friedhof befindet sich die Kapelle St. Maria. Dieser Bau soll aus dem 17. Jahrhundert stammen. Auf der Altarmensa ist ein Aufbau aus zwei gotischen Bündelpfeilern, die durch einen Flachbogen mit Mörtelputz verbunden sind. Auf dem Altar steht eine einfache, aus Ton gebrannte Madonna, die früher auf dem Torbogen zum früheren Friedhof stand. Früher waren in der Kapelle zahlreiche Totenschädel mit Initialen und dem Sterbejahr des Toten aufbewahrt, ebenso wurden hier viele Röhrenknochen aufgestapelt. All dieses ist heute verschwunden.